# سمارة مخزنية
السمارة، قسط بري أو السمارة المخزنية أو التُّوذَرَنْجُ  أو التُّوذَرِي أو التُّوذَرِيجُ أو التُّودَرِيحُ أو البلْبَاقُ أو الصَّوْبُ أو الإِشْجَارَةُ أو الإِسْحَارَّةُ أو فجل الجمال (باللاتينية: Sisymbrium officinale) هو نوع نباتي يتبع جنس السمارة من الفصيلة الصليبية.
موطنه المشرق العربي والمغرب العربي ومعظم مناطق أوروبا من اليونان والبلقان إلى إسبانيا والبرتغال وشمالاً من بريطانيا إلى روسيا.